# جمعيه الصحفيين العمانية
جمعيه الصحفيين العمانية؛ تأسست في عام 2004، تهدف للإهتمام بالمجتمع الصحفي العماني، وتطوير الصحافة العمانية، من خلال تنظيم دورات ومحاضرات تدريبية، إضافة لكونها صلة ربط بين المجتمع الصحافي في عمان، والدول الأخرى.

## لجان الجمعية
تم تقسيم اللجان للتركيز على الأعمال بصورة أشمل، لذلك أصبحت هناك لجنة لكلٍ من:
- الاعلام الرياضي
- الأنشطة والفعاليات
- العلاقات
- التعاون الدولي
- التسويق والإستثمار
- العضويات
- المصورين
- الاعلام والثقافة
- التأهيل والتدريب
- الصحفيات
- الحريات
- المحافظات

## مجلس إدارة الجمعية
| د.محمد العريمي | رئيس مجلس الإدارة |
| سالم الجهوري   | نائب الرئيس       |
| طالب الضباري   | أمين السر         |
| خلفان الحسني   | أمين المال        |
| مصطفى المعمري  | عضو               |
| د.خالد العدوي  | عضو               |
| يوسف الهوتي    | عضو               |
| باسل محمد      | عضو               |
| سعيد النهدي    | عضو               |
| عمر الزدجالي   | عضو               |
| محمد المعمري   | عضو               |
| د.خديجة الشحية | عضو               |